# Herenwegkerk
De Herenwegkerk is een kerkgebouw in Hollum op Ameland in de Nederlandse provincie Friesland.
De doopsgezinde kerk is in 1867 gebouwd. Het orgel uit 1903 is gemaakt door Bakker & Timmenga. De kerk behoort sinds 2010 tot de Federatie Doopsgezind-Gereformeerd Ameland.

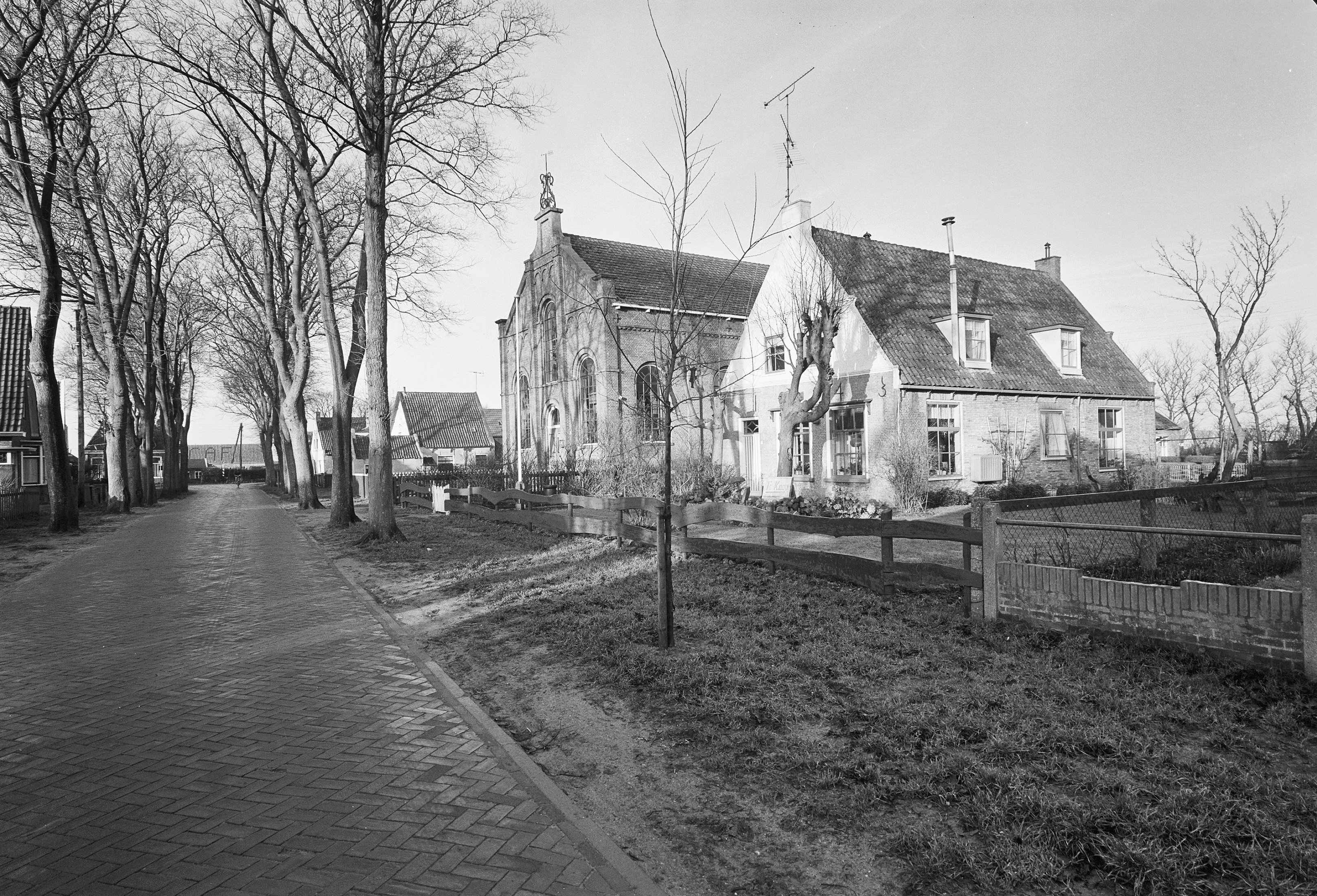
De kerk aan de Herenweg in westelijke richting (1971)